# 1569
| 1569               |
| ------------------ |
| Dødsfald - Fødsler |
| • Begivenheder     |

| Gregoriansk kalender | 1569 MDLXIX             |
| Ab urbe condita      | 2322                    |
| Armensk kalender     | 1018 ԹՎ ՌԺԸ             |
| Kinesiske kalender   | 4265 – 4266 戊辰 – 己巳 |
| Etiopisk kalender    | 1561 – 1562             |
| Jødisk kalender      | 5329 – 5330             |
| Hindukalendere       |                         |
| - Vikram Samvat      | 1624 – 1625             |
| - Shaka Samvat       | 1491 – 1492             |
| - Kali Yuga          | 4670 – 4671             |
| Iransk kalender      | 947 – 948               |
| Islamisk kalender    | 977 – 978               |

Konge i Danmark: Frederik 2. 1559-1588; Danmark i krig: Den Nordiske Syvårskrig 1563-1570
Se også 1569 (tal)

## Begivenheder
- Peder Oxe tager initiativ en kongelig fond til bespisning af fattige studenter ved Københavns Universitet . Der var 100 studenter under ordningen.
- Fremmedartiklerne: fra 1569 måtte indvandrere underkaste sig 25 trosartikler – de såkaldte fremmedartikler – hvis formål var at udelukke reformerte og gendøbere.
- Efteråret - Våbenstilstand indgås mellem de svenske og de danske styrker i Estland.

### Januar
- 26. januar - Erik XIV afsættes formelt och Johan III bekræftes af rigsrådet som konge af Sverige.[1]

### Juli
- 1. juli - Ved Lublinunionen forandres personalunionen mellem Kongeriget Polen og Storfyrstendømmet Litauen til den polsk-litauiske realunion.
- 10. juli - Johan III krones sammen med sin hustru Katarina Jagellonica i Uppsala domkyrka. Adelen kræver blandt andet at udlændinge forhindres i at få plads i rigsrådet.

### Oktober
- 24. oktober - Svenskerne går atter ind i Skåne og hærger.
- 29. oktober - Skånske Åhus indtages af svenske styrker.
- Oktober - Danskerne begynder at belejre Varberg.

### November
- 11. november - Den danske kommandant Daniel Rantzau falder under belejringen af Varberg.
- 13. november - Fredsforhandlinger mellem Sverige og Danmark indledes i Knäred, men uden resultat.

### December
- 4. december - Danskerne generobrer Varbergs fæstning.

## Dødsfald
- Daniel Rantzau, dansk feltherre. Falder under erobringen af Varberg